# Feni Fitriyanti
Feni Fitriyanti née le 16 janvier 1999 à Cianjur est une chanteuse indonésienne, membre des groupes de JKT48 (Team J). Elle était également membre du 4 Gulali.

## Discographie

### Avec JKT48
- JOY KICK! TEARS (id) (2019)